# Diplont

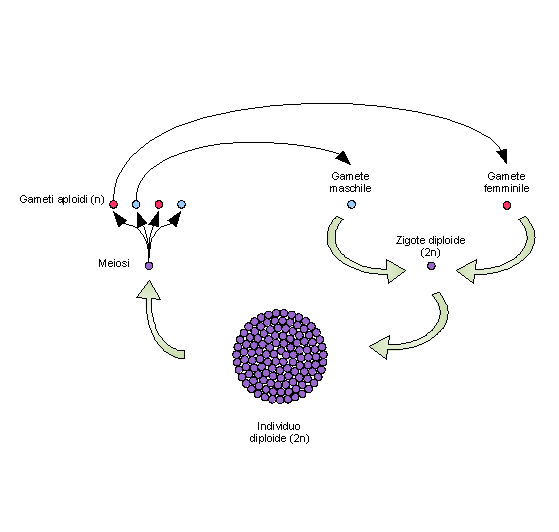
Eenhuizige diplont met monogenetische cyclus

Een diplont is een meercellig eukaryoot organisme met een diplofasische levenscyclus. Een diplont heeft dus alleen (een of twee) diploïde generaties. 
Een diploïde gametofyt vormt door gametische meiose de  haploïde geslachtscellen of gameten, die daarna versmelten bij de geslachtelijke voortplanting tot een diploïde zygote. De zygote groeit vervolgens uit tot een meercellig organisme.
Monogenetische diplonten hebben één diploïde generatie, maar digenetische diplonten hebben twee diploïde generaties. Voorbeelden van monogenetische diplonten worden gevonden onder de diatomeeën, bruinwieren, groenwieren, waterschimmels en ascomyceten. Het tot de groenwieren behorende Cladophora glomerata is een voorbeeld van een digenetische diplont.

## Algemene kenmerken
Van alle lichaamscellen zijn bij diplonten alleen de gameten haploïde. Diplonten zijn organismen die een levenscyclus hebben waarbij de meiose plaatsvindt direct vóór de bevruchting, en dus bij de vorming van de gameten. Men spreekt ook wel van gametische meiose. Bij dit type cyclus is er geen sprake meer van een morfologische generatiewisseling.

## Monogenetische diplont
De diploïde zygote ontwikkelt zich door gewone celdeling (mitose) tot een eveneens diploïde gametofyt, die gameten vormt na een reductiedeling (meiose). Dit type cyclus komt voor bij verschillende algengroepen (Heterokontophyta, Chlorophyta), en schimmels (Oomycota en Ascomycota).

## Digenetische diplont
In enkele gevallen worden bij een diplont met een digenetische cyclus (een cyclus met twee generaties) de diploïde mitosporen gevormd door mitose bij een mitosporofyt. De gametofyt is dan ook diploïde, en vormt door meiose zijn haploïde gameten. Een voorbeeld is hier het groenwier Cladophora glomerata.

## Dieren
Ook bij dieren is er slechts één, diploïde, generatie; de levenscyclus bij dieren is dus monogenetisch. In de geslachtsorganen, de testis van het mannelijke, en de eierstok van het vrouwelijke diploïde dier, worden via meiose respectievelijk de haploïde zaadcellen en de haploïde eicellen gevormd.
De bevruchte eicel (zygote) is weer diploïde.

## Schema
| Biologische levenscycli bij meercellige organismen met geslachtelijke voortplanting | Biologische levenscycli bij meercellige organismen met geslachtelijke voortplanting | Biologische levenscycli bij meercellige organismen met geslachtelijke voortplanting | Biologische levenscycli bij meercellige organismen met geslachtelijke voortplanting | Biologische levenscycli bij meercellige organismen met geslachtelijke voortplanting                                                      |
| ----------------------------------------------------------------------------------- | ----------------------------------------------------------------------------------- | ----------------------------------------------------------------------------------- | ----------------------------------------------------------------------------------- | --- |
| Cyto logische kernfase- wisseling                                                   | Organisme type:                                                                     | Haplont:                                                                            | Diplont:                                                                            | Diplohaplont = Haplodiplont: |
| Cyto logische kernfase- wisseling                                                   | Kernfase; Kernfasewisseling:                                                        | Haplofase; Haplofasisch                                                             | Diplofase; Diplofasisch                                                             | Haplofase ↻ Diplofase; Diplohaplofasisch = Heterofasisch                                                                                 |
| Cyto logische kernfase- wisseling                                                   | Meiose moment:                                                                      | Zygotisch ↓                                                                         | Gametisch ↓                                                                         | Sporisch, ↓ Intermediair |
| Morfo- logische generatie- wisseling                                                | Monogenetisch: (monofasisch) →                                                      | Monogenetische haplont                                                              | Monogenetische diplont                                                              | |
| Morfo- logische generatie- wisseling                                                | Digenetisch: (difasisch) →                                                          |                                                                                     | Digenetische diplont                                                                | Digenetische diplohaplont \| Isomorf, isospoor \| ↓ Heteromorf ↓ \| ↓ Heteromorf ↓ \| \| Isomorf, isospoor \| isospoor \| heterospoor \| |
| Morfo- logische generatie- wisseling                                                | Trigenetisch: (trifasisch) →                                                        |                                                                                     |                                                                                     | Trigenetische diplohaplont |
| Isomorf, isospoor                                                                   | ↓ Heteromorf ↓                                                                      | ↓ Heteromorf ↓                                                                      |                                                                                     | |
| Isomorf, isospoor                                                                   | isospoor                                                                            | heterospoor                                                                         |                                                                                     | |